# Адебайо Акинфенва
Сахид Адебайо Акинфенва (на английски: Saheed Adebayo Akinfenwa) е английски футболист, нападател на Уикъмб Уондърърс. Считан е за „най-силният футболист в света“ със своето тегло от 102 кг.

## Кариера
Първият му професионален клуб е литовският Атлантас, където преминава по препоръките на агента си. По време на престоя си в Литва, Акинфенва често става жертва на расистки обиди, поради което и напуска клуба в края на 2002 г. Адебайо преминава в уелския Бари Таун, където печели титлата и купата на страната. Въпреки предстоящото участие на отбора в Шампионска лига, много от играчите напускат поради финансовите затруднения на отбора. Нападателят преминав в Бостън Юнайтед, като за кратък период от време сменя няколко любителски отбора в Англия. През юли 2004 г. подписва с Торки Юнайтед от Лига 1. Отбелязва 14 попадения, но не успява да спаси Торки от изпадане.
През 2005 г. преминава със свободен трансфер в Суонзи. Първото си попадение отбелязва срещу Транмиър, което е и първият вкаран гол на Либърти Стейдиъм. В състава на Суонзи печели Трофея на футболната лига, отбелязвайки победния гол на финала. Отборът се бори за промоция в Чемпиъншип, но губи в плейофа от Барнзли след изпълнение на дузпи. През сезон 2006/07 Акинфенва получава тежка контузия, която го вади от строя за дълго време. През ноември 2007 г. преминава в Милуол. Там за 7 срещи не отбелязва нито едно попадение и е освободен още през зимния трансферен прозорец.
В началото на 2008 г. преминава в Нортхемптън Таун. Там Адебайо се превръща в любимец на феновете. За два сезона и половина отбелязва 37 попадения и остава в отбора дори след изпадането в Лига 2. През 2010 г. ръководството на Нортхмептън не се споразумява с Акинфенва за нов договор и футболистът преминава в Джилингам. След бурни протести на феновете на Нортхемптън, Акинфенва се завръща след един сезон и до 2013 г. вкарва 34 гола. След това отново играе един сезон в Джилингам, но вече в Лига 1. През лятото на 2014 г. подписва с АФК Уимбълдън.